# Лептопус
Лепто́пус (лат. Leptopus) — род цветковых растений семейства Филлантовые (лат. Phyllanthaceae). Родственник рода Актефила (Actephila). Один из восьми родов в трибе Poranthereae.

## Этимология названия
Латинское название рода образовано от греч. leptos — «маленький, тонкий» и pous — «стопа», что связано с тонкими цветоножками этого растения.

## Ботаническое описание
Однодомные кустарники и травы с простыми цельными листьями и мелкими зелёными цветками.

## Ареал
Произрастает в тропиках и субтропиках Азии.

## Виды
По информации базы данных The Plant List, род включает 10 видов:
- Leptopus australis (Zoll. & Moritzi) Pojark. — Лептопус австралийский
- Leptopus chinensis (Bunge) Pojark. — Лептопус китайский
- Leptopus clarkei (Hook.f.) Pojark.
- Leptopus cordifolius Decne. — Лептопус сердцелистныйtypus[4]
- Leptopus emicans (Dunn) Pojark.
- Leptopus fangdingianus (P.T.Li) Voronts. & Petra Hoffm.
- Leptopus hainanensis (Merr. & Chun) Pojark.
- Leptopus pachyphyllus X.X.Chen — Лептопус толстолистный
- Leptopus robinsonii Airy Shaw — Лептопус Робинсона

Род был пересмотрен в 2009 году. Некоторые авторы помещали вид Leptopus fangdingianus в отдельный род Archileptopus, однако в 2007 году было показано, что выделение этого рода делает род лептопус парафилетическим. Phyllanthopsis phyllanthoides иногда включался в род лептопус, как и в род Andrachne. В 2007 году было выяснено, что этот вид не относится ни к одному из этих двух родов, поэтому он был выделен в новый род Phyllanthopsis.

## Синонимика
- Andrachne (Endlicher) Pojark.
- Chorisandrachne Airy Shaw
- Hexakestra Hook.
- Hexakistra Hook.